# Skiffle

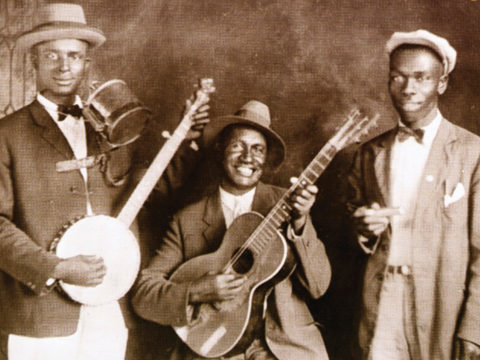
Gus Cannons Jug Stompers cirka 1928.

Skiffle var en populär musikstil under främst 1950-talet. 
Namnet kommer av engelskans slang "skiffle": brådska, slagsmål, tumult. Det var även namnet på en dansfest bland afroamerikaner där de deltagande lämnade bidrag till värdfolkets lägenhetshyra. 
Stilen, som var en sorts lättare folkmusik, blandade jazz, blues och country. Skiffleorkestrarna bestod av kontrabas, gitarrer, banjo och tvättbräda, där spelaren hade båda händernas fingertoppar försedda med fingerborgar.
En framstående skifflemusiker var Lonnie Donegan som bland annat hade hitsen Have A Drink On Me/Seven Daffodils och Does Your Chewing Gum Lose Its Flavor (On The Bedpost Over Night). 
The Quarrymen, som senare skulle byta namn till The Beatles, bildades som skifflegrupp 1956.
I Sverige var skiffle särskilt populärt omkring åren 1956–1958, och kända svenska skifflegrupper var Chilos och Robbans från Stockholm.